# Robert Blanc (les Arcs)
Ne pas confondre avec le footballeur homonyme
Pour les articles homonymes, voir Robert Blanc et Blanc.
Robert Blanc, né le 17 avril 1933 à Hauteville-Gondon et mort accidentellement le 4 février 1980 à Bourg-Saint-Maurice (Savoie), est un berger, guide de haute montagne, cofondateur de la station de ski des Arcs avec Roger Godino.

## Biographie
Robert Blanc né en 1933 est berger avec les membres de sa famille dans les alpages du village d'Hauteville-Gondon, situé au-dessus de Bourg-Saint-Maurice.
Comme beaucoup d'habitants de la vallée, il est saisonnier paysan et travaillant dans les différents métiers du ski (guide, pisteur, moniteur) dans les stations de Tarentaise (Val d'Isère, Courchevel). À partir de 1961, à la suite d'une rencontre avec Roger Godino, alors jeune manager en développement, une nouvelle station de ski voit le jour au-dessus de Bourg-Saint-Maurice et le village d'Hauteville-Gondon. Les deux associés et les quatre autres frères Blanc se lancent dans l'aménagement de la future station de sports d'hiver des Arcs. En 1964, la Société des Montagnes de l'Arc qui est à l'origine du projet voit le jour. L'édification des Arcs passe par une répartition des rôles, si Roger Godino prend la direction, Robert Blanc gère l'École du ski français de la station
Robert Blanc meurt emporté par une avalanche le 4 février 1980 alors qu'il portait secours à des skieurs égarés sur le domaine de la station,.